# Fall in Love (песня Кенни Чесни)
«Fall in Love» (с англ. — «Влюбиться») — песня американского кантри-певца и автора-исполнителя Кенни Чесни, вышедшая 20 марта 1995 года в качестве ведущего сингла из его второго студийного альбома All I Need to Know (1995) на лейбле BNA Records. Песня стала первым хитом Чесни в Топ-10 кантри-чарта Hot Country Songs, заняв 6-е место как в США, так и в Канаде. Чесни написал песню вместе с Бадди Броком и Ким Уильямс.

## Отзывы
Ларри Флик из журнала Billboard дал неблагоприятную рецензию на песню, сказав, что Чесни «кажется несколько скованным этой солнечной поп-песней». Он посоветовал лейблу позволить Чесни «вгрызться зубами в жёсткое кантри».

## Музыкальное видео
Режиссёрами клипа выступили Стивен Т. Миллер и Р. Брэд Мурано, а премьера состоялась на канале CMT 24 марта 1995 года, когда CMT назвал его «Hot Shot».

## Чарты

### Еженедельные чарты
| Чарт (1995)                       | Высшая позиция |
| --------------------------------- | -------------- |
| Канада (RPM Country Tracks)       | 6              |
| США (Billboard Hot Country Songs) | 6              |

### Годовые итоговые чарты
| Чарт (1995)                  | Позиция |
| ---------------------------- | ------- |
| Canada Country Tracks (RPM)  | 76      |
| US Country Songs (Billboard) | 55      |